# リサーチ・トライアングル・パーク

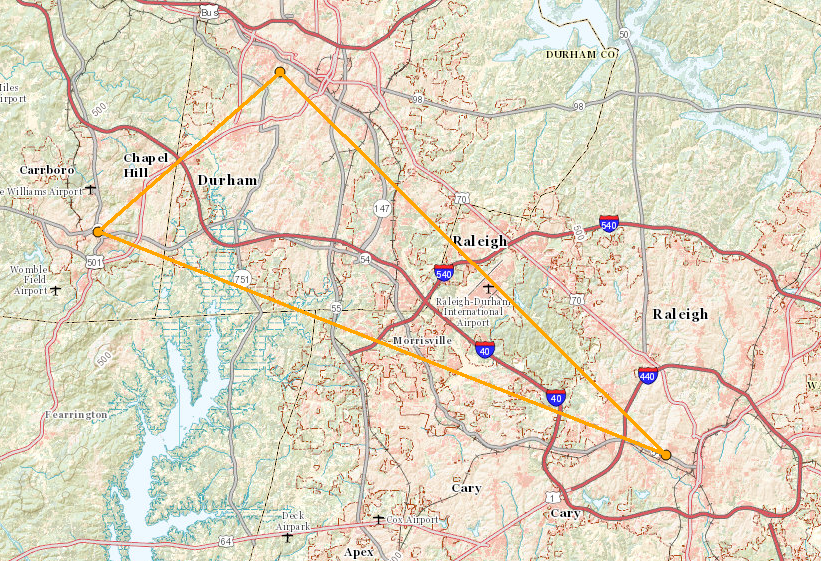
三大学を黄色線で結ぶ（上がデューク大学、左がノースカロライナ大学チャペルヒル校、右下がノースカロライナ州立大学

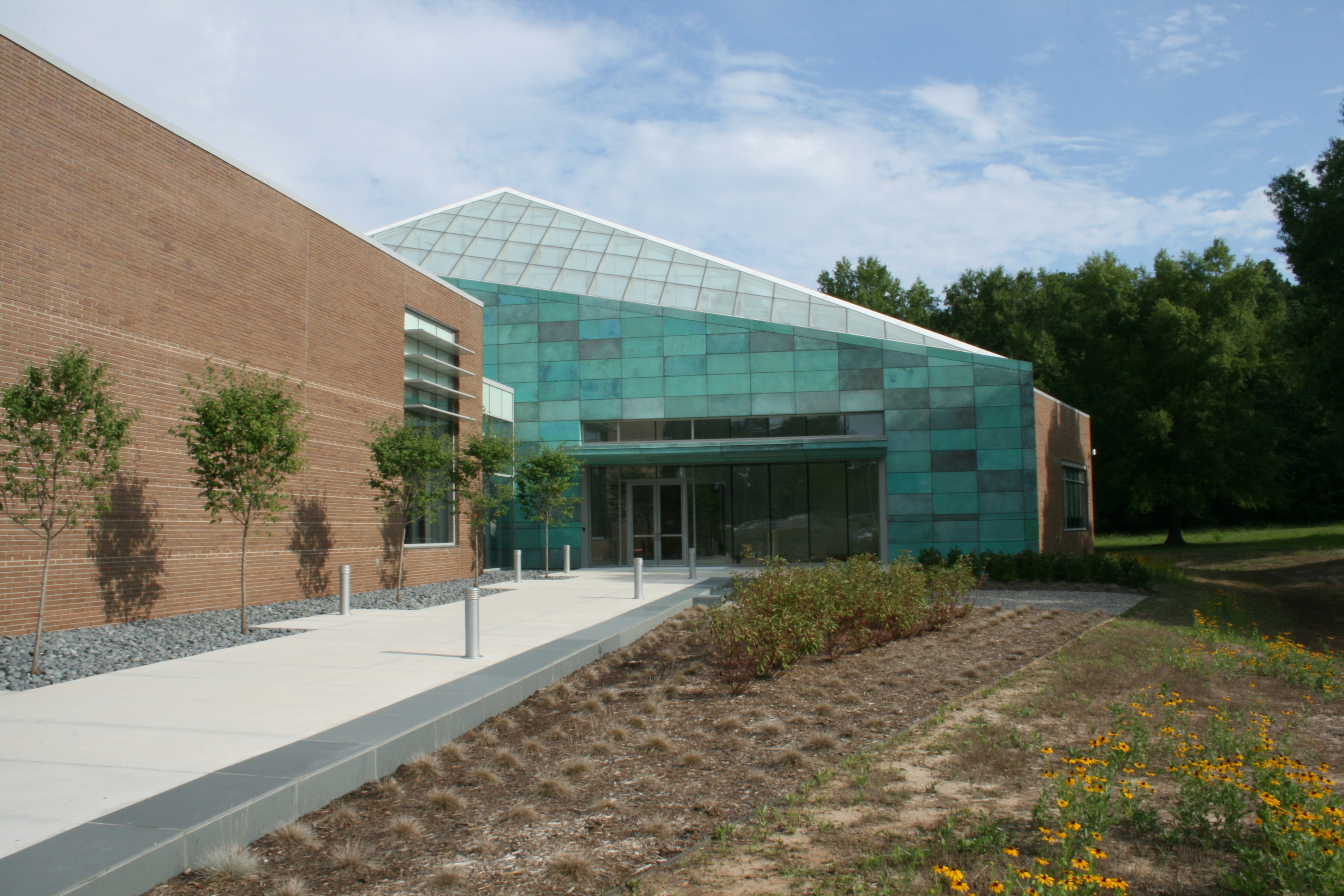
リサーチ・トライアングル・パーク本部

リサーチ・トライアングル・パーク（英: Research Triangle Park、略称：RTP）は、アメリカ合衆国東海岸南部のノースカロライナ州の「リサーチ・トライアングル」地域に立地するリサーチ・パーク。同州中央部の三都市、ダーラム、州都・ローリー、チャペルヒル、およびそれぞれにあるデューク大学、ノースカロライナ州立大学、ノースカロライナ大学チャペルヒル校を結ぶ三角形（トライアングル）がその名の由来である。約28km²の敷地に170社以上を抱え、42,000人を雇用する。スタンフォード大学を筆頭とするシリコンバレー、MITを筆頭とするルート128, コーネル大学を筆頭とするシリコンアレーと並び、全米最大級のハイテクパークである。パークの土地4分の１はウェイク郡に属するが、大部分はダーラム郡に属している。

## 概況
リサーチ・トライアングル・パークはデューク大学・ノースカロライナ州立大学・ノースカロライナ大学チャペルヒル校、州政府、地方政府および研究開発企業の利害が一致した形で1959年に設立された。公園が立地している土地は、カール・ロビンスが購入したものであった。現在では、リサーチ・トライアングル・パークは全米有数のハイテクパークである。アラバマ州ハンツビルのカミングス研究公園やリッチモンドのバージニア・バイオテクノロジー研究公園（Virginia BioTechnology Research Park）と並んで、リサーチ・トライアングル・パークは「東海岸」を代表する世界的な科学技術のリーダーシップの中心地となっている。
位置的には、リサーチ・トライアングルの中でもやや西のほうにあり、ダーラム市やチャペルヒル市、ローリー市を中心地域とする。敷地の大部分はダーラム郡に属し、一部がウェイク郡にまたがっている。公園の管理には非営利団体であるリサーチ・トライアングル財団が当っている。

## 立地する企業と団体

### 民間企業
リサーチ・トライアングルは約28km²の敷地に300社を抱え、55,000人を雇用している。従業員が多い民間企業を見ると、IBMが約8,000人の従業員を抱える、世界では同社のインド拠点に次いで最大の業務拠点を置いている。次にシスコシステムズは約5,000人の従業員を抱える。金融関係のフィデリティ・インベストメンツ（3,600人）、クレディ・スイス（2,700人）が事務処理・技術センターを持つ。また地元のRTI International（2,009人）も様々な研究・開発サービスを提供している。英系製薬メジャーのグラクソ・スミスクラインは、同社最大の研究開発センター（従業員数：2,000人）をリサーチ・トライアングル・パークに置いており、同じウェイク郡のゼビュロン（Zebulon）には工場（従業員数：900人）がある。

### 公的機関・非営利団体
アメリカ国立衛生研究所が国立環境衛生科学研究所（National Institute of Environmental Health Sciences）を以前からここに開設している。また、国際純正・応用化学連合(IUPAC)が事務局を置いている。

### 敷地外
パークの北側のモリスビルには米国レノボの本社など、パークの南側のケーリーにはSAS研究所などが所在するなどの普及効果も出している。

## 交通

リサーチ・トライアングル・パーク付近の道路図

リサーチ・トライアングル・にほぼ接してローリー・ダーラム国際空港があり、国内および海外の航空路線が発着している。鉄道はアムトラックがローリー・ユニオン駅（Raleigh Union Station）およびケーリー駅（Cary station）があり、アムトラックのアメリカ東海岸路線列車（ニューヨーク市～マイアミ）およびノースカロライナ州横断鉄道路線列車（ローリー～シャーロット）を利用できる。
パーク内には州間高速道路40号線やノースカロライナ州道147号線（Durham Freeway）が通っている。国道70号線 (アメリカ合衆国)はパークの北側を、ローリーとダーラムをローリー・ダーラム国際空港経由で結ぶ。ローリーには国道1号線と外環状線と内環状線が通っている。

## 註
1. ↑  About RTP. Research Triangle Park of North Carolina.
2. ↑  Largest Research Triangle Park Employers, Ranked by Number of employees in RTP（2019年5月）
3. ↑  GlaxoSmithKline cuts 650 jobs across the nation, 100 in RTP（2018年）